# ハーベスターズ
ハーベスターズ（HARVESTERS）は、東京都港区に本社を置く日本の芸能プロダクション。旧社名は有限会社アリュール。

## 沿革・概要
「株式会社フィットワン・アリュール事業部」として東京都渋谷区神宮前4-32-12 ニューウェーブ原宿4Fに設立。その後、2008年4月頃に事務所を東京都渋谷区神宮前6-29-4 原宿こみやビル8Fへ移転し「有限会社アリュール」として、フィットワンから分離独立。2018年に「ハーベスターズ Co,LTD.」へ社名変更。
2023年にはHitomiのAV引退などによりAV女優の所属タレントがいなくなったため、Japan production guild（日本プロダクション協会）を退会。2024年に再加盟。

## 所属タレント
- 麻美ゆま
- Hitomi
- 佐倉絆
- 早川瀬里奈 - 2015年復帰。
- 西垣るか
- 喜多川みのり
- 白瀬みのり
- 松岡凛

## かつて所属していたタレント
- あいか瞬
- 朝倉まりあ
- 安西美穂
- いつか
- 一色百音
- 伊藤千夏
- 織田真子
- 神田ねおん
- 倖田梨紗 - 引退時に退社したが、復帰。
- 榊ひなの
- 桜木佑香
- 真田ゆかり (別名：葵のぞみ)
- 沢田麗奈
- 芹沢遙
- 夏井亜美（別名：桜井あみ）
- 夏乃海
- 藤舞みいな
- 藤本凛
- 宝来みゆき
- 星川みなみ[2]
- 松下桃香
- 美咲もえ
- みづなれい
- 優菜真白
- 安田美樹
- 唯川純
- 優木つかさ
- Lidia
- 和久井由菜
- 木原のん

## 関連会社
- フィットワン
- エンタテイメント・プロダクツ
- 株式会社フィットワン（ファーストステージ事業部）